# ジャスト・アナザー・ドリーム
「ジャスト・アナザー・ドリーム」(Just Another Dream)は、イギリスのシンガーソングライターであるキャシー・デニスの楽曲。1枚目のスタジオ・アルバム『キャシー・デニス』から1枚目のシングルとしてリリースされた。

## 解説
- 1989年から1991年にかけて3度リリースされている。2回目のリリース時に全米ビルボードHot 100にて9位を記録し[1]、3度目のリリース時には全英シングルチャートでも最高位13位を記録した[2]。

- ミュージック・ビデオも2パターン制作されている。

## 収録曲
日本盤 3" シングル
1. ジャスト・アナザー・ドリーム
2. ジャスト・アナザー・ドリーム（オルタナティヴ・バス・ダブ・ヴァージョン）

## チャート
| チャート (1989–1991年)               | 最高位 |
| ------------------------------------ | ------ |
| オーストラリア (ARIA)                | 14     |
| カナダ トップシングルス (RPM)        | 20     |
| ヨーロッパ (Eurochart Hot 100)       | 25     |
| ドイツ (GfK Entertainment charts)    | 47     |
| アイルランド (IRMA)                  | 17     |
| ニュージーランド (Recorded Music NZ) | 38     |
| UK シングルス (OCC)                  | 13     |
| UK Dance (Music Week)                | 20     |
| US Billboard Hot 100                 | 9      |
| US Dance Club Songs (Billboard)      | 2      |
| US Dance Singles Sales (ビルボード)  | 2      |

| チャート (1991年)    | 最高位 |
| -------------------- | ------ |
| US Billboard Hot 100 | 87     |